# Aleksandar Aco Apolonio
Aleksandar "Aco" Apolonio (a veces escrito Apolonijo) era un abogado raguseo y político que se convirtió en presidente  de la autoproclamada República de Dubrovnik, fundada en octubre de 1991. Apolonio era un residente de Dubrovnik y anteriormente había trabajado como fiscal allí. Murió en un campo de refugiados en Belgrado en 2001.